# Comtat de Montreuil
El comtat de Montreuil fou una jurisdicció feudal de França centrada a Montreuil-sur-Mer.

## Història
A la zona hi havia un monestir (Monasteriolum) que fou atacat pels normands; s'hi va establir un castell i es va nomenar el primer comte vers 898. El 913 els monjos es van haver de refugiar al castell davant un nou atac normand. Després de la primera dinastia va passar per conquesta als comtes de Flandes. Pel matrimoni (989) de Rosala d'Itàlia, vídua d'Arnold II el Jove de Flandes (965-989) amb Robert el Pietós, fill d'Hug Capet, després rei com Robert II de França (996-1031), Montreuil i Ponthieu fou aportat en dot al francès, i va acabar al domini reial al pujar al tron, esdevenint el principal port de la monarquia en lloc de Quentovic (situat entre Montreuil-sur-Mer i Étaples-sur-Mer).

## Els comtes
El primer comte fou Helgald, d'origen desconegut, que fou abat de Saint-Riquier successor de Rodolf i antecessor de Guelfó (que serien Rodolf comte de Sens germà de l'emperadriu Judit de Baviera, mort el 866, i Guelfó seria el seu fill). Hauria exercit com a comte de Montreuil vers 877-879 encara que també podrien ser dues persones diferents amb el mateix nom. Els historiadors pensen que la crònica de Sant Riquier que el situa com abat entre Rodolf i Guelfó és errònia, i que Rodolf hauria estat succeït pel seu fill, i Helgald, que vers 8777 fou nomenat comte, hauria estat abat laic de Saint Riquier vers 881 a la mort de Guelfó. Aquest Helgald hauria construït el castell de Montreuil vers 988 i hauria mort vers 926 lluitant contra els normands de Rol·ló. Helgald tenia tres fills: Herluí, Erad (senyor de Ham, castell conquerit per Vermandois el 932) i Lambert.
El va succeir Herluí. Flodoard esmenta que Montreuil fou assetjada per Heribert II de Vermandois i per Hug. El 939 Montreuil fou ocupada per Arnold I el Vell comte de Flandes (918-965) però Guillem I de Normandia (927-942) va expulsar al comte flamenc i va retornar la zona a Herluí. Arnold va tornar a assetjar Montreuil el 943. El 944 Herluí fou comte d'Amiens i va morir en lluita contra els normands el 13 de juliol del 945 (el Liber Modernorum Regum Francorum diu que va morir lluitant contra "Aygroldo regi Danorum" i Guillem de Jumièges diu que va morir en lluita contra un seguidor del rei Herold de Dinamarca. Es va casar amb una dona desconeguda de la que es va divorciar el 927 i després es va casar una altra vegada (tampoc es coneix el nom de la segona esposa); amb la darrera esposa va tenir almenys dos fills, un de nom desconegut, mort després de 939 i un segon de nom Roger, que el va succeir en el comtat fins vers el 948 i va morir el 957; Roger va tenir un fill, Hug, mort el 961 sent adolescent.
Vers el 948 Montreuil fou ocupada finalment per Arnold I de Flandes (918-965); el 958 va deixar la corona en favor del seu fill Balduí III de Flandes (que fou una mena d'associat 958-961) però va morir abans que el pare, deixant un fill encara infant; Arnold I va tornar a assolir el govern que va exercir fins a la seva mort el 965. Va pujar llavors al tron el seu net Arnold II el Jove (965-989) que va morir el 989. Rosala d'Itàlia, la vídua, es va casar amb Robert de França (988) fill d'Hug Capet, al que va aportar en dot Montreuil i el Ponthieu. El 991 o 992 Robert va repudiar a la seva dona però va conservar al dot que quan Robert va pujar al tron el 996 com a Robert II de França el Pietós fou en part incorporat als dominis reials (Montreuil i rodalia) i la resta Robert II la va donar al seu gendre Hug, castellà 'Abbeville, amb el títol d'advocat o abat laic de Saint-Riquier i senyor de Ponthieu.
Hug conegut com a Hug d'Abbeville no estava emparentat amb l'antiga nissaga de comtes de Montreuil almenys que se sàpiga (l'onomàstica no coincideix en cap cas). Havia estat nomenat castellà d'Abbeville per Hug Capet en data desconeguda i li havia afegit el territori de "Forest-Moutier" arrabassat a l'abadia de Saint-Riquier de la qual fou advocat (la figura antecedent dels abats laics). Es va casar abans del 987 amb Gisela de França filla d'Hug Capet; el 996 el seu cunyat Robert II el Pietós li va concedir les terres del Ponthieu que tenia en dot de la seva dona a les que va afegir les que ja tenia i fou senyor de Ponthieu. Va tenir dos fills, Enguerrand I, que el va succeir i fou primer advocat de Saint-Riquier i després el primer comte de Ponthieu, i Guiu que fou abat eclesiàstic de Saint-Riquier.
Enguerrand I s'hauria casat una primera vegada en data desconeguda anterior al 1033 i una segona vegada després de 1033; el nom de la primera dona no es coneix. La segona dona fou Aleida o Adelaida de Frísia Occidental (filla d'Anulf de Frísia Occidental) que el 1033 havia enviudat de Balduí II de Boulogne. Com que un net d'Enguerrand I es va casar abans de 1050 no s'explicaria que Aleida hagués tingut un fill vers 1035 i ja tingués un net que es pogués casar entre 10 i 15 anys després. Segons la crònica de Saint-Riquier Enguerrand I va matar a Balduí II de Boulogne en batalla el 1033 i es va casar amb la seva vídua, agafant llavors el títol de comte. Va morir el 1048. Els tres fills d'Enguerrand havien de ser doncs de la primera dona: Hug II que el va succeir, Guiu (arxidiaca de Notre Dame, i bisbe d'Amiens del 1058 a la seva mort el 1074) i Folc (abat usurpador de Saint Riquier el 1042, abat de Forestmoutier el 1045, mort després del 1059).
Hug II fou comte de Ponthieu. Va morir en batalla el 20 de novembre del 1052. Es va casar amb Berta d'Aumâle filla de Guerinfred senyor d'Aumâle. Va deixar cinc fills: Enguerrand II el successor; Robert, dos de nom desconegut un dels quals podria ser Galerà (+1054 en la batalla de Mortemer) i una filla casada amb Guillem de Normandia comte d'Arques, fill del duc Ricard II de Normandia.
El successor Enguerrand II va adoptar el títol de comte de Montreuil i fou també senyor d'Aumale. Només va governar un any encara no, i va morir en la batalla del castell d'Arques el 25 d'octubre del 1053. Es va casar amb Adelaida de Normandia filla il·legítima de Robert II de Normandia que en enviudar va conservar el títol de comtessa d'Aumâle i es va casar amb (vers [1054) amb Lambert de Boulogne comte de Lens; i més tard (vers 1060) amb Eudes III comte de Troyes-Blois-Xampanya], que va adquirir el comtat d'Aumâle (1070). Va tenir tres fills: Guiu de Montreuil, Adelaida de Montreuil (vivia vers 1098) i Elisenda de Montreuil (casada amb Hug II de Saint Pol (+1118/1119), que vivia el 1095.
Guiu de Montreuil conegut també com a Guiu I de Ponthieu va morir el 13 de novembre de 1100; fou el darrer a portar el títol de comte de Montreuil (apareix com a comte de Montreuil i Ponthieu: "Guido comes Monsteroli et Pontivensium" en una carta on se l'esmenta com a fill d'Enguerrand II datada el 1100). La crònica de Saint Riquier el fa germà d'Enguerrand II. En endavant el títol de comte de Montreuil (la ciutat estava sota domini de la corona francesa) desapareix i només subsisteix el de Ponthieu.

## Llista de comtes

### Advocats de Saint-Riquier
- 794-814 : Angilbert (vers 745 † 814), duc de les terres marítimes, conseller de rei Pipí d'Itàlia
- 814-845 : Nithard († 845), fill de l'anterior i de Berta, filla de Carlemany.
- 845-??? : Lluís, abat i advocat de Saint-Riquier[1]
- ???-866 : Rodolf († 866), abat laic de Jumièges, comte de Sens, fill de Güelf I, germà de l'emperadriu Judit de Baviera.
- 866-881 : Guelfó († 881), abat de Sainte-Colombe de Sens, fill

### Comtes de Montreuil
- 877-926 : Helgald († 926), comte de Montreuil,[2] advocat de Saint-Riquier (¿881?).
- 926-945 : Herluí († 945), comte de Montreuil i d'Amiens (944-945), advocat de Saint-Riquier, fill
- 945-948 : Roger († ap.957), comte de Montreuil, advocat de Saint-Riquier

#### Casa de Flandes
- 948-958 : Arnold I (873 † 965), comte de Flandes, ocupa Montreuil. El 958 es retira i dona pas al seu fill.
- 958-961 : Balduí III (940 † 961), comte de Flandes, fill
- 961-965 : Arnold I (873 † 965), segona vegada al morir el seu fill i ser infant el seu net.
- 965-988 : Arnold II (961 † 988), comte de Flandes, fill de Bauduí III
- 988-996 : Rosala d'Itàlia (955 † 1003), vídua de l'anterior, casada el 988 à Robert, futur rei de França com a Robert II de França el Pietós, fill d'Hug Capet. Robert II la repudia vers 991/992, però es queda amb la seva dot, el comtat de Montreuil que inclou el Ponthieu.
- 988-996 : Robert de França, en pujar al tron de França el 996 es queda amb el port de Montreuil i dona la resta (Ponthieu) al seu gendre.

### Comtes de Montreuil i Ponthieu
- 996-1000: Hug I d'Abbeville († 1000), castellà d'Abbeville, advocat de Saint-Riquier, senyor de Ponthieu i de les terres de Montreuil (exclòs el portd e Montreuil)

casat vers 994 amb Gisela, filla d'Hug Capet i d'Alix d'Aquitània
- 1000-1048: Enguerrand I (995 † 1048), pren el títol de comte de Ponthieu el 1033, fill

casat amb Adelaida de Frísia
- 1048-1052: Hug II (1014 † 1052), comte de Ponthieu, fill

casat amb Berta, senyora d'Aumâle, filla de Guerimfred, senyor d'Aumâle
- 1052-1053: Enguerrand II (1033 † 1053), comte de Montreuil i senyor d'Aumale, fill

casat amb Adelaida de Normandia
- 1053-1100: Guiu I (1035 † 1100), comte de Montreuil i Ponthieu, fill (o germà)

casat a Ada d'Amiens

## Genealogia
|  |  |                                   |                                   |                                   |                                   |                                   |                                   |  |  | Helgaud comte de Montreuil († 926) |                     |                     |                     |                     |                     |  |  |         |         |         |         |         |         |  |  |  |  |  |  |  |  |  |  |  |  |  |  |  |  |  |  |  |  |
|  |  |                                   |                                   |                                   |                                   |                                   |                                   |  |  |                                    |                     |                     |                     |                     |                     |  |  |         |         |         |         |         |         |  |  |  |  |  |  |  |  |  |  |  |  |  |  |  |  |  |  |  |  |
|  |  |                                   |                                   |                                   |                                   |                                   |                                   |  |  |                                    |                     |                     |                     |                     |                     |  |  |         |         |         |         |         |         |  |  |  |  |  |  |  |  |  |  |  |  |  |  |  |  |  |  |  |  |
|  |  | Herluí comte de Montreuil († 945) | Herluí comte de Montreuil († 945) | Herluí comte de Montreuil († 945) | Herluí comte de Montreuil († 945) | Herluí comte de Montreuil († 945) | Herluí comte de Montreuil († 945) |  |  | Erard senyor de Ham                | Erard senyor de Ham | Erard senyor de Ham | Erard senyor de Ham | Erard senyor de Ham | Erard senyor de Ham |  |  | Lambert | Lambert | Lambert | Lambert | Lambert | Lambert |  |  |  |  |  |  |  |  |  |  |  |  |  |  |  |  |  |  |  |  |
|  |  | Herluí comte de Montreuil († 945) | Herluí comte de Montreuil († 945) | Herluí comte de Montreuil († 945) | Herluí comte de Montreuil († 945) | Herluí comte de Montreuil († 945) | Herluí comte de Montreuil († 945) |  |  | Erard senyor de Ham                | Erard senyor de Ham | Erard senyor de Ham | Erard senyor de Ham | Erard senyor de Ham | Erard senyor de Ham |  |  | Lambert | Lambert | Lambert | Lambert | Lambert | Lambert |  |  |  |  |  |  |  |  |  |  |  |  |  |  |  |  |  |  |  |  |
|  |  | Roger comte de Montreuil          |                                   |                                   |                                   |                                   |                                   |  |  |                                    |                     |                     |                     |                     |                     |  |  |         |         |         |         |         |         |  |  |  |  |  |  |  |  |  |  |  |  |  |  |  |  |  |  |  |  |
|  |  |                                   |                                   |                                   |                                   |                                   |                                   |  |  |                                    |                     |                     |                     |                     |                     |  |  |         |         |         |         |         |         |  |  |  |  |  |  |  |  |  |  |  |  |  |  |  |  |  |  |  |  |
|  |  | Hug († 961)                       |                                   |                                   |                                   |                                   |                                   |  |  |                                    |                     |                     |                     |                     |                     |  |  |         |         |         |         |         |         |  |  |  |  |  |  |  |  |  |  |  |  |  |  |  |  |  |  |  |  |